# Leben mit Uwe
Leben mit Uwe ist ein DDR-Kinodrama von Lothar Warneke aus dem Jahr 1974. In der DEFA-Produktion geht es um ein junges Ehepaar, dessen Ehe unter den großen beruflichen und privaten Belastungen zu scheitern droht. Literarische Vorlage war die Erzählung „Fünf Versuche über Uwe“ von Siegfried Pitschmann.

## Handlung
Erzählt wird ein Tag im Leben von Uwe und Alla Polzin und ihren zwei Töchtern. Uwe Polzin ist Biologe, seine Ehefrau Alla arbeitet als Dolmetscherin. Für Uwe steht seine wissenschaftliche Arbeit an erster Stelle, für Alla und die beiden Kinder bleibt nicht viel Zeit.
Am Tag vor der Verteidigung seiner Dissertation beginnt Uwe über sein bisheriges Leben nachzudenken. Alla, die sich ausgenutzt fühlt und ihre Karriere zugunsten der Familie nicht weiter verfolgt hat, trägt sich zu dem Zeitpunkt mit Scheidungsgedanken. In den Diskussionen der beiden kommt auch die Sprache auf Uwes Schwester Ruth. Die hat auf eine Familie verzichtet, um sich ganz ihrer Arbeit als Ärztin zu widmen. Alla und Uwe bekommen Zweifel, ob Beruf und Familie zu vereinen sind. Sie halten eine Trennung für unausweichlich. Mit dem Ziel ihre Ehe zu retten erscheint Alla dann doch im Hörsaal zu Uwes Dissertationsverteidigung.

## Produktion und Veröffentlichung
Leben mit Uwe wurde von der künstlerischen Arbeitsgruppe „Roter Kreis“ unter dem Arbeitstiteln „Doppelhelix“ bzw. „Das eine und das andere“ als Orwocolor-Film gedreht und hatte seine Kinopremiere am 8. März 1974 im Leipziger Capitol-Kino. Die Fernseh-Erstausstrahlung erfolgte im 1. Programm des Fernsehens der DDR am 30. April 1975.

## Kritik
Das Lexikon des internationalen Films schreibt: 

„Ein thematisch interessanter Film in einer dramaturgisch unkonventionellen Inszenierung. Zwar kann das Nebeneinander der verschiedenen Ebenen Verständnisschwierigkeiten bereiten, für ein aufgeschlossenes Publikum ist der Film jedoch ein Gewinn..“

Im Neuen Deutschland bemerkte Erika Richter:

„So sympathisch uns der Reichtum der Lebenserscheinungen und die differenzierte Betrachtungsweise berühren, machen es andererseits gerade die Fülle der Aspekte und der rasche Szenenwechsel dem Zuschauer schwer, sich in die Situationen hineinzufinden. Zu häufig springt man von einer Andeutung zur nächsten. Zu gleichwertig sind die einzelnen Momente nebeneinandergesetzt; auf Schwerpunkte, die das Ganze gliedern, wird weitgehend verzichtet.“

In der Berliner Zeitung urteilt Günter Sobe: 

„Lothar Warneke macht es seinem Publikum nicht unbedingt einfach, vom Problem her nicht und nicht von der Erzählweise, bevorzugte er doch eine mehrschichtige Rückblendentechnik. Ich glaube, bevor der Betrachter ganz begreift, daß eine Chronologie des Geschehens herzustellen bedeutungslos ist, könnte er dadurch von Wesentlicherem abgelenkt werden.“